# Wyrok zaoczny
Wyrok zaoczny – rodzaj wyroku sądowego, który wydany jest pod nieobecność pozwanego lub obwinionego, jeżeli przepisy prawa na to zezwalają.
Wobec bezczynności pozwanego, na którym ciąży obowiązek wdania się w spór, sąd może wydać wyrok zaoczny o ile zostaną spełnione następujące przesłanki:
- pozwany nie złożył odpowiedzi na pozew,
- pozwany nie stawił się na rozprawę bądź mimo stawienia się nie bierze w niej udziału, a ponadto nie stawił się jego pełnomocnik,
- pozwany nie złożył w sprawie żadnych wyjaśnień,
- pozwany nie złożył wniosku o przeprowadzenie rozprawy w jego nieobecności,
- obowiązkowe stawiennictwo powoda lub złożenie przez niego wniosku o przeprowadzenie rozprawy w jego nieobecności[2].

Wyrok zaoczny nie może zapaść w: postępowaniu apelacyjnym, kasacyjnym oraz postępowaniu o stwierdzenie niezgodności z prawem prawomocnego orzeczenia, a także w postępowaniu nakazowym oraz upominawczym.
Wyrok zapada po przeprowadzeniu rozprawy. Wyrok może zapaść na posiedzeniu niejawnym.
Sąd z reguły nie przeprowadza postępowania dowodowego – podstawą faktyczną wyroku zaocznego są twierdzenia powoda przytoczone w powództwie lub pismach procesowych.
Jeżeli twierdzenia te budzą uzasadnione wątpliwości, przytoczono je w celu obejścia prawa, gdy jest to sprawa małżeńska lub między rodzicami i dziećmi, to sąd przeprowadza postępowanie dowodowe.
Sąd uzasadnia wyrok zaoczny, gdy powództwo zostało oddalone w całości lub w części, a powód żądał uzasadnienia w ciągu tygodnia od doręczenia albo gdy powód, który takiego żądania nie zgłosił, wniósł apelację w przepisanym terminie.
Wyroki zaoczne są doręczane obu stronom z urzędu z pouczeniem o przysługujących im środkach zaskarżenia, chyba że zastępuje je adwokat, radca prawny, rzecznik patentowy albo Prokuratoria Generalna Rzeczypospolitej Polskiej.
W polskim prawie wyrok zaoczny jest uregulowany w artykułach 339-349 kodeksu postępowania cywilnego oraz art. 35 § 2, 67 § 2 i 3, 71 § 4 i 83 kodeksu postępowania w sprawach o wykroczenia.